# 約翰·班揚
約翰·班揚（1628年11月28日—1688年8月31日)，又譯本仁約翰，英格蘭基督教作家、佈道家，著作《天路歷程》可說是最著名的基督教寓言文學出版物。

## 生平

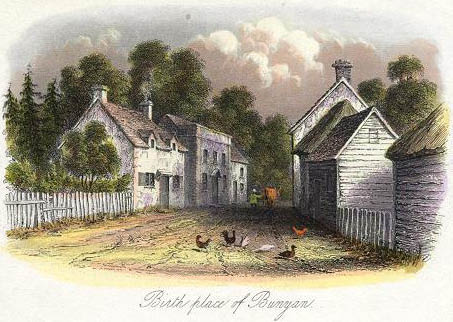
班揚的出生地

1628年，約翰·班揚生於英格蘭東部區域貝德福郡的小鎮伊律斯圖（Elstow）。他出身卑微，所受的教育僅使他具備基本的讀說能力。他早年跟著做為補鍋匠的繼父到處經商，並且在英王查理一世的國會軍隊中服役三年（1644 - 1647）以鎮壓清教徒革命。1649年，他與一位敬虔的女子瑪莉（Mary）結婚；雖然瑪莉沒有什麼嫁妝，她帶來的兩本書：貝理主教所著《敬虔的實踐》（The Practice of Piety  （页面存档备份，存于））和登特（Arthur Dent）的《平民步上天國的路程》（The Plain Man's Pathway to Heaven），班揚深受這兩本書所影響，他開始過著敬虔的生活。
1653年，於奧斯河受浸加入該郡的浸信會的會友，經吉福牧師（Rev. John Gifford）的教導，1655年，班揚便即成為教會的執事並開始講道。他深信浸禮是信仰告白，是浸信教會史上的名牧之一，但因為他不遵奉教會體制，所以亦自認為是公理宗信徒。
1656年，妻瑪莉去世，他搬到貝德福德，1659年，再娶妻依利沙伯。

## 反對貴格會
班揚強烈地反對貴格會的教義並且在1656至1657年間與該派許多領袖進行書面上的辯論；班揚出版的第一本小冊子《福音真理之開解》（Some Gospel Truths Opened）即在抨擊貴格會的信條，英國貴格會信徒領袖愛德華·伯羅則以《平安福音之真實信仰（The True Faith of the Gospel of Peace）》回應；為了反駁伯羅的小冊，班揚接著又出版了《辯證福音真理之開解（A Vindication of Some Gospel Truths Opened）》，伯羅則不甘示弱地以《真理明證（Truth Witnessed Forth）》答覆他。而後貴格會創始人乔治·福克斯介入這場口角，並為駁斥班揚的論述而出版了《揭露大淫婦之謎（The Great Mystery of the Great Whore Unfolded）》。

## 入獄
1660年王室復辟，查理二世成為英格蘭及愛爾蘭的國王。查理二世為了鞏固王權及國教會的權威，有意壓制非國教會的各教會（被稱為自由教會），禁止未獲得國教會所發執照者講道。西元1658年班揚被指控無照講道，然而他仍然繼續講道直至1660年11月被捕的前夕；被捕班揚被關入貝德福德郡監獄，如答應今後不再講道，禁錮三個月後可釋放，但他始終不肯，遂被囚禁6年。經短期釋放後再度被捕，直至1672年王下達「信教寬容令」（Declaration of Religious Indulgence），始獲釋，前後繫獄12年。
班揚在獄內，從事製飾帶（Laces）的工作，勉強養活家族。所勤讀的就是《聖經》及《福克斯的殉道者列傳》（奧秘，日夜和基督祈禱對話，靠無形無像但永存的神而得John Fox Book of Martyrs）。他背誦聖經、深諳其安慰，他也分享福音給獄友，並撰文著書。他的告白體自傳《對罪魁的豐盛恩惠》（Grace Abounding the Chief of Sinners），就是在獄內所完成的。《天路歷程》的首部，也在出獄前就開始撰寫，直至1677年始刊行（其第二部出版於1684年，見天路歷程第二卷）。
在班揚獲釋的那個月他成為貝德福德郡浸信會的牧師，牧會共18年其間一度再被捕，1675年3月間，他又再次因講道而入獄（因為查理二世撤銷了宗教特赦宣言）（1673年王收回「信教寬容令」），被監禁於大烏茲河石橋邊的鎮監獄內，六個月後班揚重獲自由，並且由於他的聲望而不再受牢獄之災所擾。

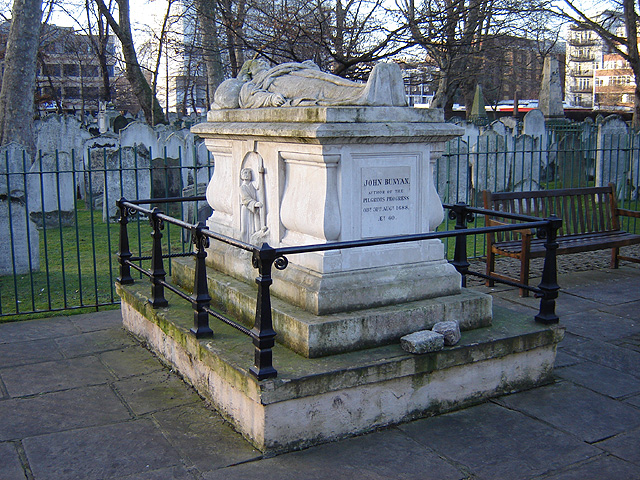
約翰·班揚的墳墓，位於英國倫敦；攝於2006年1月

## 《天路歷程》
班揚初入獄的十二年裡他就開始寫《天路歷程》，大約在他第二段刑期間完稿。上卷於1678年時在倫敦出版，而下卷則於1684年出版；最早的上下卷合訂本於1728年出版。《天路歷程》為史上最廣為人知的宗教寓言文學，並且被廣泛地翻譯至其他語言，賓威廉最早將之意譯成中文版，後來出現更多的譯本。
《天路歷程》首部是靈程經驗的寓意文學。有一「墮落者」，逃出「毀滅之城」，遇十字架，而成了「基督徒」。一路訪尋「天城」，途中遇各種各色的人物（如，智仁勇、心慈、敬虔、無知、善殺、弱質……）、狀況（如失望泥沼、浮華世界、疑惑城等）、危險與各種考驗，戰勝魔王……到達快樂山與天城。）《天路歷程》第二部是姊妹作，也可以說是續篇，是「基督徒」的妻子尋訪天城的歷程。
另有一卷出版於1693年的《從今世至來生之天路歷程（The Pilgrim's Progress from This World to That Which Is to Come）》，假稱出自班揚之手，後於1852年再版。

## 其他著作
班揚的著作甚豐，除《天路歷程》、自傳《豐盛恩惠》外，另兩作品本的銷路也不錯：寓言《失而復得的靈魂之城》（1682，Holy War）、《惡人的生死》（1680，The Life and Death of Mr. Badman）。還有《聖城·新耶路撒冷》（The Holy City, or the New Jerusalem）等等全集的出版。
在自傳《豐盛的恩典》（1666，Grace Abounding)中，班揚描述自己放蕩的年少光陰；但是似乎沒有明顯的跡象證明他比他的鄉鄰們要來的糟糕：口出穢言是班揚唯一具體記述的嚴重過犯，其他則是諸如跳舞及鳴鐘之類的小事。因著班揚過人的想像力以及他對不敬虔與粗言穢語等行為的默想，他栩栩地體會到這些言行可能造成的諸般危險；尤有甚者，班揚為「不能被赦免的罪」以及自己已然犯此罪的想法所困擾，他持續地聽到有個聲音催促他去「出賣基督」並且被可怕的異象所折磨；在幾次靈性上的衝突之後，班揚從他掙扎的光景中逃脫了出來，並且轉而成為一位熱切又堅定的信徒。他於1653年受浸水禮。
這本冗長而完全繞著班揚生平在打轉的書，原本可能會讓人感覺太過自誇，不過他寫作這本書的本意卻僅是想高舉基督徒對恩典的概念，並希望能安慰到那些與他有著同樣經驗的人。

## 過世
班揚在前往倫敦的路途上，因淋雨而得了嚴重的普通感冒並且發燒，1688年8月31日他因高燒未退在朋友家中過世。他被葬在倫敦邦希田園的墓園之中。

## 外部連結
- 天路歷程中文網路版
- John Bunyan的作品  - 古騰堡計劃
- The Pilgrim's Progress on Wikisource （页面存档备份，存于）
- Luminarium: John Bunyan （页面存档备份，存于）
- John Bunyan Online Online Bunyan Archive.
- Writings of Bunyan （页面存档备份，存于） at the Christian Classics Ethereal Library.
- Free audiobook （页面存档备份，存于） of The Pilgrim's Progress from LibriVox （页面存档备份，存于）
- Acacia John Bunyan Online Library （页面存档备份，存于）
- Bunyan Baptist Church, Stevenage, UK （页面存档备份，存于）
- John Bunyan works （页面存档备份，存于）
- John Bunyan Museum
- 本仁約翰 (Bunyan, John 1628-1688) ; 謝頌羔譯: 《聖遊記  (原名天路歷程)》. 上海 : 廣學會 , 1940. （页面存档备份，存于）  基督教文藝出版社藏書,  香港浸會大學圖書館. 華人基督宗教文獻保存計劃.
- 本仁約翰 (Bunyan, John 1628-1688) ; 謝頌羔譯: 《聖遊記續集 (原名天路歷程)》. 上海 : 廣學會 , 1938. （页面存档备份，存于）  基督教文藝出版社藏書,  香港浸會大學圖書館. 華人基督宗教文獻保存計劃.
- 本仁約翰 (Bunyan, John 1628-1688) ; 謝頌羔譯: 《蒙恩回憶錄 = Grace Abounding to the Chief of Sinners》. 上海 : 廣學會 , 1940. （页面存档备份，存于）  基督教文藝出版社藏書,  香港浸會大學圖書館. 華人基督宗教文獻保存計劃